# Landesregierung Jógvan Sundstein I
Die erste Landesregierung mit Jógvan Sundstein als Ministerpräsident an der Spitze war zugleich die vierzehnte Regierung der Färöer nach Erlangung der inneren Selbstverwaltung (heimastýri) im Jahr 1948.

## Regierung
Die Regierung wurde am 18. Januar 1989 gebildet und bestand bis zum 22. Juni 1989. Sie setzte sich aus einer Viererkoalition von Fólkaflokkurin, Tjóðveldisflokkurin, Sjálvstýrisflokkurin und Kristiligi Fólkaflokkurin (KrFFF) (eine Quasi-Vorgängerpartei des Miðflokkurin) zusammen. 
Jógvan Sundstein vom Fólkaflokkurin führte als Ministerpräsident die Regierung an. Darüber hinaus  war er auch für Auswärtiges und Soziales (Gesetzgebung und Renten) zuständig.
Signar Hansen vom Tjóðveldisflokkurin war stellvertretender Ministerpräsident und Minister für Energie, Bildung und Umwelt. Anfinn Kallsberg vom Fólkaflokkurin war Minister für Fischerei und Kommunales, Finnbogi Ísakson vom Tjóðveldisflokkurin Minister für Finanzen, Wirtschaft und Funk & TV-Medien, Karl Heri Joensen vom Sjálvstýrisflokkurin Minister für Kultur und Verkehr und schließlich Tordur Niclasen vom Kristiligi Fólkaflokkurin Minister für Gesundheit und Soziales (ohne Gesetzgebung und Renten).
Die Regierung zerbrach bereits fünf Monate später als Lasse Klein vom Sjálvstýrisflokkurin am Dienstag, den 30. Mai 1989 mitteilte, dass seine Partei sich aus der Koalition zurückgezogen habe. Es begannen sofort Koalitionsverhandlungen, die drei Wochen später zur Bildung der Landesregierung Jógvan Sundstein II führten.

## Mitglieder
Mitglieder der Landesregierung Jógvan Sundstein I vom 18. Januar 1989 bis zum 22. Juni 1989:
| Aufgabenbereich                                                                 | Minister          | Minister | Partei                        |
| ------------------------------------------------------------------------------- | ----------------- | -------- | ----------------------------- |
| Ministerpräsident (Løgmaður) Auswärtiges und Soziales (Gesetzgebung und Renten) | Jógvan Sundstein  |          | A - Fólkaflokkurin            |
| stellvertr. Ministerpräsident Energie, Bildung und Umwelt                       | Signar Hansen     |          | E - Tjóðveldisflokkurin       |
| Fischerei und Kommunales                                                        | Anfinn Kallsberg  |          | A - Fólkaflokkurin            |
| Finanzen, Wirtschaft und Funk & TV-Medien                                       | Finnbogi Ísakson  |          | E - Tjóðveldisflokkurin       |
| Kultur und Verkehr                                                              | Karl Heri Joensen |          | D - Sjálvstýrisflokkurin      |
| Gesundheit und Soziales (ohne Gesetzgebung und Renten).                         | Tordur Niclasen   |          | F - Kristiligi Fólkaflokkurin |